# Carlos Monsiváis
Carlos Monsiváis (Mexikóváros, 1938. május 4. – Mexikóváros, 2010. június 19.) mexikói újságíró, kolumnista, esszéíró, kritikus és történész.
Monsiváis közgazdaságtant és filozófiát tanult a mexikóvárosi egyetemen (UNAM). Művei, amelyekre jellemző az ironikus mellékzönge, a mexikói nép kulturális gyökerei iránt érzett mély együttérzésről tanúskodnak.
Főként az El Universal újságnak dolgozott, de más nagy példányszámú újságnak is írt politikai témájú cikkeket.
A mexikói intellektuális élet és haladó gondolkodás egyik legfontosabb alakjának számított.

## Művei
Antologías
- La poesía mexicana del Siglo XX (1966)
- Poesía mexicana II, 1915-1979 (1979)
- A Ustedes Les Consta. Antología de la Crónica en México (1980)
- Lo fugitivo permanece. 21 cuentos mexicanos (1984)
- La poesía mexicana II, 1915-1985 (1985)

Fordítások
Mexican postcards (1997) / John Kraniauskas.
A new catechism for recalcitrant indians (2007) / Jeffrey Browitt és Nidia Esperanza Castrillón.
Obřady chaosu (2007) / Markéta Riebová.
Életrajzok
La conciencia imprescindible. Ensayos sobre Carlos Monsiváis / Jezreel Salazar (comp.), México: Fondo Editorial Tierra Adentro, 2009.
El arte de la ironía: Carlos Monsiváis ante la crítica / Mabel Moraña, Ignacio Sánchez Prado (eds.), México: Era, 2007.
La ciudad como texto: la crónica urbana de Carlos Monsiváis / Jezreel Salazar, Monterrey: Universidad Autónoma de Nuevo León, 2006.
Acercamientos a Carlos Monsiváis / José Bru, Dante Medina, Raúl Bañuelos (comps.), Guadalajara, Jalisco: Universidad de Guadalajara, 2006.
Nada mexicano me es ajeno: seis papeles sobre Carlos Monsiváis / Adolfo Castañón, México: Universidad Autónoma de la Ciudad de México, 2005.
Carlos Monsiváis à l'écoute du peuple mexicain / Laura Brondino, Paris, Budapest: Torino: l'Harmattan, 2004.
Carlos Monsiváis: cultura y crónica en el México contemporáneo / Linda Egan, México: Fondo de Cultura Económica, 2004.